# Mind Over Murder
Mind Over Murder is de vierde aflevering van de Amerikaanse animatieserie Family Guy. Deze aflevering werd aldaar voor het eerst uitgezonden op 16 mei 1999.

## Verhaal
Peter moet Chris naar voetbal brengen en krijgt daar ruzie met een man, die later een vrouw blijkt te zijn en hoogzwanger is. Peter wist dit niet en stompt haar in haar maag. De baby is dood en Peter krijgt huisarrest van de politie. Hij verveelt zich, dus besluit hij maar een café te bouwen in z’n kelder. Het café wordt een groot succes en Lois wordt daar de vaste zangeres. Ondertussen heeft Stewie pijn aan zijn tanden en wil een tijdmachine bouwen om de tijd door te spoelen zodat hij geen pijn meer heeft. In het café worden de blauwdrukken van de tijdmachine gevonden en nu wil Stewie dat de tijd terug wordt gedraaid zodat niemand de blauwdrukken heeft gezien.

## Stewie Begrijpen
Het is niet bekend of de mensen in Family Guy begrijpen wat Stewie allemaal zegt, omdat ze er bijna nooit op reageren. Maar op het moment dat Stewie's tijdmachine wordt ontdekt zegt Stewie tegen Lois: ‘‘Burn in hell’’ waarop Lois antwoord “Hell. Hell has fire.”